# Rémilly (Mozela)
Rémilly – miejscowość i gmina we Francji, w regionie Grand Est, w departamencie Mozela.
Według danych na rok 1990 gminę zamieszkiwało 1779 osób, a gęstość zaludnienia wynosiła 94 osób/km² (wśród 2335 gmin Lotaryngii Rémilly plasuje się na 236. miejscu pod względem liczby ludności, natomiast pod względem powierzchni na miejscu 204.).